# Vereinsdechant

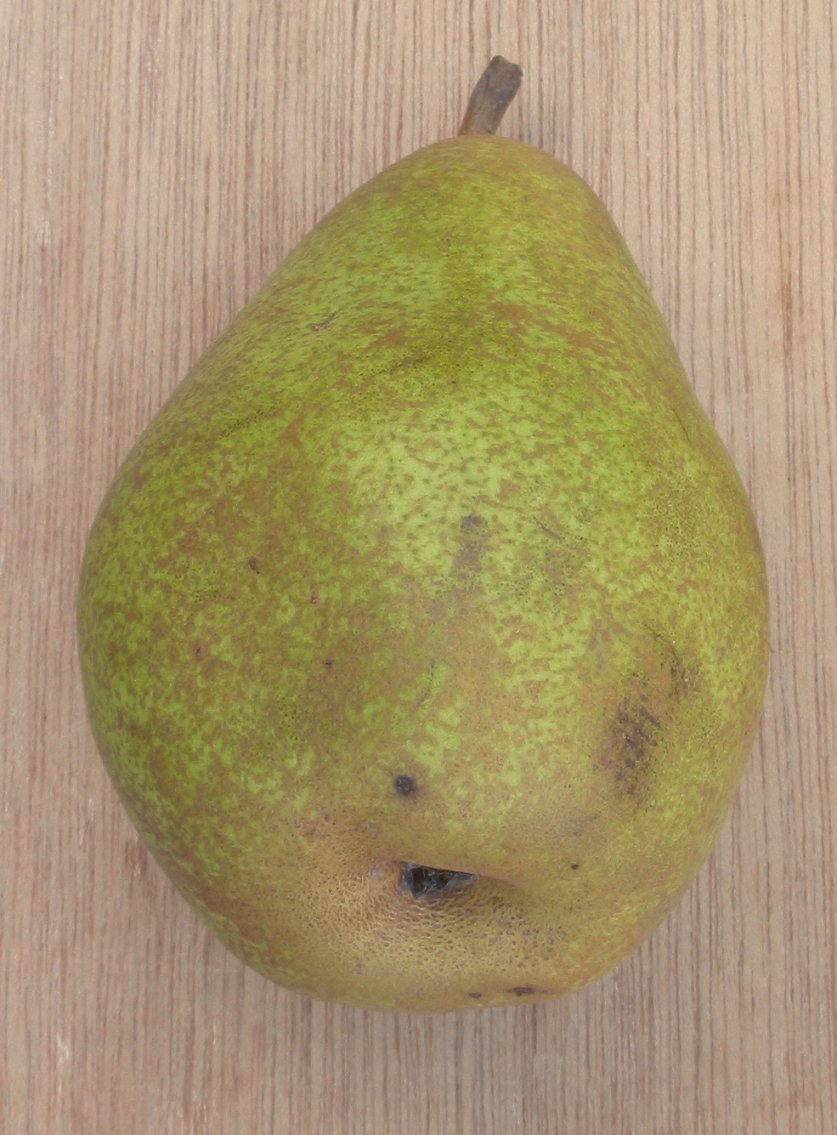
Foto einer Vereinsdechantsbirne

Die Vereinsdechantsbirne oder auch der Vereinsdechant (französisch Doyenné du Comice oder Comice) gehört zu den Winterbirnen. Sie stammt aus dem Versuchsgarten der Gartenbaugesellschaft in Maine-et-Loire in Angers, Frankreich und wurde 1850 erstmals beschrieben.

## Frucht
Die Frucht ist groß und unregelmäßig rund bis kegelförmig mit graugrüner bis gelbgrüner feiner Schale, die auf der Sonnenseite leicht rötlich werden kann. Sie ist mit feinen bis gröberen gelbbraunen Punkten, Roststreifen und Flecken überzogen. Der Kelch ist klein, kurz und spitzblättrig. Er sitzt in einer engen Vertiefung, die von starken Beulen umgeben ist. Der Stiel ist kurz, stark und fleischig. Die Reife setzt Ende September bis Mitte Oktober ein, die Frucht ist in Kühlung bis Januar lagerfähig.
Das Fleisch ist gelblich-weiß, fein, saftreich, butterartig, süß und leicht würzig. Aufgrund der hervorragenden Geschmackseigenschaften wird sie auch manchmal als die „Königin der Birnen“ bezeichnet.

## Baum
Der Baum selbst zeichnet sich durch mittelstarken Wuchs mit pyramidaler Spitze aus. Er bevorzugt leichte und nicht zu trockene Böden sowie warmes Klima mit nicht zu kalten Wintern. Wegen ihrem mäßigen sowie von Jahr zu Jahr unregelmäßigen Ertrag nimmt diese Sorte heute allerdings keinen großen Stellenwert mehr ein. Sie ist anfällig für Birnenschorf, Bakterienbrand, viröse Steinigkeit sowie Feuerbrand. Befruchtende Sorten sind ‘Boscs Flaschenbirne’, ‘Conference’, ‘Gellerts Butterbirne’, ‘Köstliche aus Charneux’ und ‘Williams Christ’.

## Namensherkunft
Der deutsche Name Vereinsdechantsbirne geht vermutlich auf eine fehlerhafte Übersetzung aus dem Französischen zurück. Dort heißt sie „Doyenné du Comice“. „Doyenné“ ist die französische Bezeichnung für Butterbirne als auch für Dechant; als „Comice“ wird im Französischen sowohl eine landwirtschaftliche Genossenschaft (daher der Namensbestandteil „Verein“) als auch eine zartschmelzende Birne bezeichnet.

## Wirtschaftliche Bedeutung
Der kommerzielle Anbau findet hauptsächlich in Frankreich, Italien, Belgien und den Niederlanden statt; in Deutschland beschränkt er sich auf eine geringe Fläche im Rheinland. Obwohl sie durch ihr unscheinbares Äußeres nicht hervorsticht, wird sie für den Frischverzehr hoch geschätzt. Außerdem zeichnen sie eine gute Lagerfähigkeit und geringe Welke („gutes shelf-life“) aus.